# Pyren
Pyren ist ein weißlich gelber Feststoff, der als Pulver oder als Plättchen anfällt. Es gehört zu den polycyclischen aromatischen Kohlenwasserstoffen. 

## Geschichte
Der französische Chemiker Auguste Laurent (1807–1853) erhielt es im Jahr 1837 aus Steinkohlenteer noch in unreiner Form. In reiner Form konnte es der deutsche Chemiker Carl Graebe 1870 aus Steinkohlenteer destillieren. Die wahre Konstitution konnte 1887 durch Eugen Bamberger und Max Philip ermittelt werden. Die erste Synthese gelang Richard Weitzenböck 1913.

## Vorkommen
Pyren kommt praktisch in allen Produkten einer unvollständigen Verbrennung, in fossilen Brennstoffen und mit einem Gehalt von etwa 2 % im Steinkohlenteer vor.

## Gewinnung und Darstellung
Pyren kann durch eine fraktionierte Destillation aus Steinkohlenteer gewonnen werden. Eine Synthese gelingt beim Durchleiten eines Gemisches aus Ethin und Wasserstoff durch Porzellanröhrchen bei 650 °C.

## Eigenschaften
Das Absorptionsspektrum ist, wie für viele PAK typisch, dreifach Kamm-ähnlich strukturiert (vergleiche Perylen, Diindenoperylen). Die langwelligste Hauptabsorptionsbande liegt bei 335 nm. Die Hauptfluoreszenzbande besitzt es bei ca. 388 nm.
Pyren bildet in konzentrierter Lösung (Hexan, Cyclohexan, Decalin oder ähnlichen Kohlenwasserstoffen) mit sich selbst bei Anregung mit UV-Licht sogenannte Excimere (excited dimers). Diese Excimere haben in Lösungen, anders als verdünnte Lösungen von Pyren, eine Fluoreszenzbande bei ca. 466 nm. Die Excimerenbildung hängt maßgeblich von der Viskosität des verwendeten Lösungsmittels ab, welches wiederum von der Temperatur abhängt. In Anwesenheit von Quenchern (Fluoreszenzlöscher), wie beispielsweise Sauerstoff, sinkt die Fluoreszenzquantenausbeute des Excimers deutlich. Dies hängt damit zusammen, dass ein Excimer aus einem angeregten und einem nicht angeregten Pyren entsteht und das angeregte Pyren durch die Anwesenheit von Sauerstoff als Quencher wieder in den Grundzustand wechselt. Pyren geht, anders als beispielsweise Anthracen, bei UV-Anregung keine [4+4]-Cycloaddition mit sich selbst ein, sodass die Excimere nur die Möglichkeit haben, entweder wieder zu dissoziieren oder strahlend bzw. nicht strahlend in den Grundzustand zu wechseln.

## Verwendung
Es wird als Sondenmolekül in der Fluoreszenzspektroskopie verwendet.

## Sicherheitshinweise
Es ist als reizend eingestuft, es bewirkt eine Rötung von Haut und Augen, ein MAK-Wert ist dennoch nicht festgelegt.